# Верчели
За провинцията вижте Верчели (провинция).
Верчѐли (на италиански: Vercelli, на пиемонтски Varsèj, Варсей) е град и община в Северна Италия, административен център на провинция Верчели в регион Пиемонт. Разположен е на 130 m надморска височина. Населението на града е 46 967 души (към 31 декември 2009).

## Спорт
Представителният футболен отбор на града се казва Про Верчели.